# Кубо, Тосиаки
Тосиаки Кубо (яп. 久保利明 Кубо Тосиаки, родился 27 августа 1975) — японский профессиональный игрок в сёги, 9 дан. Учился у Хитосигэ Авадзи, 9-го дана. 7 сезонов играл в лиге A.
В 1986 году завоевал титул «Мэйдзин младшеклассников» (в финале победив Дайсукэ Судзуки), и в том же году поступил в Сёрэйкай.
Входит в позднюю часть «поколения Хабу». Любимые дебюты — гокигэн накабися и санкэнбися. Кубо носит негласный титул «мастер сабаки»; в журнале «Мир сёги» в 2009—2011 году печаталась серия его статей «Суть сабаки».
Претендентом на титул (Кио) впервые стал в 2000 году, но проиграл владевшему этим титулом Хабу со счётом 1—3. Последующие 3 участия Кубо в финалах титульных матчей тоже были против Хабу, который так и не уступил ему ни одного титула. Эта серия получила название «стена Хабу». Лишь в 2008 году Кубо, наконец, отвоевал свой первый титул у Сато.

## Разряды по сёги
- 1986: 6 кю
- 1989: 1 дан
- 1994: 4 дан
- 1995: 5 дан
- 1998: 6 дан
- 2001: 7 дан
- 2003: 8 дан
- 2010: 9 дан[3]

## Титулы
| Титул | Сезоны завоеваний | Число титулов |
| ----- | ----------------- | ------------- |
| Кио   | 2008—2010         | 3             |
| Осё   | 2009—2010         | 2             |

- Всего титулов: 5
- Участий в финальных матчах: 11
- Побед в нетитульных матчах: 4